# Колчин, Юрий Евгеньевич
Юрий Евгеньевич Колчин (22 декабря 1976, Краснодар, СССР) — российский футболист, выступавший на позиции полузащитника и нападающего. Сыграл 9 матчей в российской высшей лиге.

## Карьера
Воспитанник СДЮШОР-4 (Тольятти). В 1995 году попал в заявку «Лады», однако первый сезон играл за фарм-клуб «Ладу-д», за которую провёл 18 матчей в третьей лиге. Со второго круга 1996 года выступал за основную команду. 24 июля 1996 года в домашнем матче 18-го тура чемпионата России против московского «Локомотива» дебютировал в высшем дивизионе. В 1999 году выступал за «Нефтяник» Похвистнево. С 2000 по 2002 год играл за «Балаково». Профессиональную карьеру завершил в 2003 году в «Электронике». В 2004 году играл за любительский клуб СКП из Тольятти.